# Knapsack-Schaltung

Knapsack-Schaltung an Elektroden und die kompensierte Leitungsführung von symmetrisch um den Ofen angeordneten Einphasen-Ofentransformatoren

Knapsack-Schaltung an Elektroden und die kompensierte Leitungsführung mit Drehstrom-Ofentransformator

Als Knapsack-Schaltung wird eine spezielle Verschaltungsart der Elektroden von Reduktions-, Drehstrom-Lichtbogen- und Pfannenöfen bezeichnet. Diese Verschaltungsart ermöglicht eine effiziente Leitungsführung zwischen Ofentransformator und Elektroofen, bei der die Wirkung der Blindanteile der einzelnen Leiter minimiert wird. Die Schaltung wurde zum ersten Mal im Jahr 1924 im Chemiepark Knapsack für einen Carbidofen verwendet.

## Allgemeines
Lichtbogen-, Pfannen- und Reduktionsöfen werden bei Spannungen im Bereich von einigen hundert bis über tausend Volt betrieben. Durch die hohen Leistungen von einigen MVA bis über 300 MVA treten bei den geringen Spannungen sehr hohe Ströme auf, die bis über 100 kA pro Elektrode betragen können. Um die speisenden Ofentransformatoren, eine spezielle Bauform von Leistungstransformatoren, mit den Elektroden des Ofens zu verbinden, kommen Kupferverbindungen mit großen Querschnitt, sogenannte Kupferableitungen zum Einsatz. Die Ableitungen weisen ohmsche und induktive Widerstände, also Impedanzen auf. Diese Impedanzen sind in der Anwendung unerwünscht, da sie mehrere negative Erscheinungen mit sich führen. Entlang der Impedanz fällt eine Spannung ab, die zusätzlich zur Ofenspannung durch den Transformator aufgebracht werden muss, um den gewünschten Strom zu treiben, was zu einem höheren Leistungsbedarf führt. Und es treten Zusatzverluste im Kupfer auf, die den Wirkungsgrad der Anlage verschlechtern. Die Impedanzen führen zu Asymmetrien in der Verschaltung, welche ohne Kompensation das speisende Stromnetz belasten und sich negativ auf die Betriebsführung von Ofen und Transformator auswirken. Die Felder der Kupferableitungen können zur Erwärmung magnetischer Teile in ihrer Nähe und zur Störung elektrischer Geräte führen. Außerdem können von den Feldern Gefahren für Personen ausgehen.
Um die negativen Einflüsse gering zu halten, werden Ableitung möglichst kurzgehalten und kompensiert ausgeführt. Eine kompensierte Leitungsführung bewirkt, dass sich die Felder des Hin- und Rückstroms eines Außenleiters größtenteils aufheben, also kompensieren, und so den induktiven Blindanteil in der Zusatzimpedanz minimieren. Um eine optimale Feldkompensation zu erreichen, werden die Hin- und Rückleiter auf einem großen Teil der Leiterstrecke nahe beieinander geführt. Die durch den hohen Strom nicht vernachlässigbare Lorentzkraft, welche auf die Leiter wirkt, muss bei der Auslegung der Leitungswege berücksichtigt werden.

## Beschreibung der Knapsack-Schaltung
In der Vergangenheit wurden zahlreiche Verschaltungsarten zum Anschluss von Drehstrom-Lichtbogenöfen entwickelt. Dabei sind, bezogen auf die Transformatoren, zunächst offene und geschlossene Verschaltungen zu unterscheiden. Bei offenen Verschaltungen werden die Wicklungsanfänge und Wicklungsenden der Unterspannungswicklungen des Ofentransformators über luft- oder wassergekühlte Hochstromdurchführungen herausgeführt. Eine weitere Möglichkeit zur Unterscheidung bei den offenen Verschaltungen bietet der Ort der Verschaltung. Entweder werden diese in direkter Nähe des Transformators oder erst an den Elektroden verschaltet. Die nächste Unterscheidungsmöglichkeit bietet die Schaltgruppe. Vom Prinzip her könnte die Verschaltung in den bekannten Schaltgruppen erfolgen. In der Regel werden wegen der großen Ströme nur Dreieckschaltungen ausgeführt.
Die Knapsack-Schaltung ist eine offene Verschaltung, bei der Wicklungsanfänge- und -enden getrennt und kompensiert bis zu den Elektroden geführt werden. Die Verschaltung der Elektroden erfolgt im Dreieck. So wirken in den Ableitungen nur die Strangströme der Dreieckschaltung. Die ideale Knapsack-Schaltung erfolgt mittels Einphasen-Ofentransformatoren, die symmetrisch, also um 120° versetzt, um die Öfen aufgestellt sind. Dies ermöglicht gleiche Längen und somit Impedanzen der Ableitung und somit eine optimale Betriebsführung von Transformatoren und Ofen. Aber auch die Verwendung eines Drehstrom-Transformators ist möglich, wobei hier nicht alle Leitungen gleich lang sind und sich Unsymmetrien bei der Betriebsführung ergeben.
Geschlossene Verschaltungen werden bei Drehstrom-Lichtbogenofentransformatoren fast ausschließlich im Dreieck ausgeführt. Die Verschaltung erfolgt im Transformator auf dessen Unterspannungsseite, also auf der Hochstromseite. Die verketteten Außenleiter werden dann ebenfalls über luft- oder wassergekühlte Durchführen herausgeführt. Man spricht bei einer internen Dreieckverschaltung auch von einem englisch internally closed delta und entsprechend bei einer offenen Dreieckverschaltung von einem englisch externally closed delta.

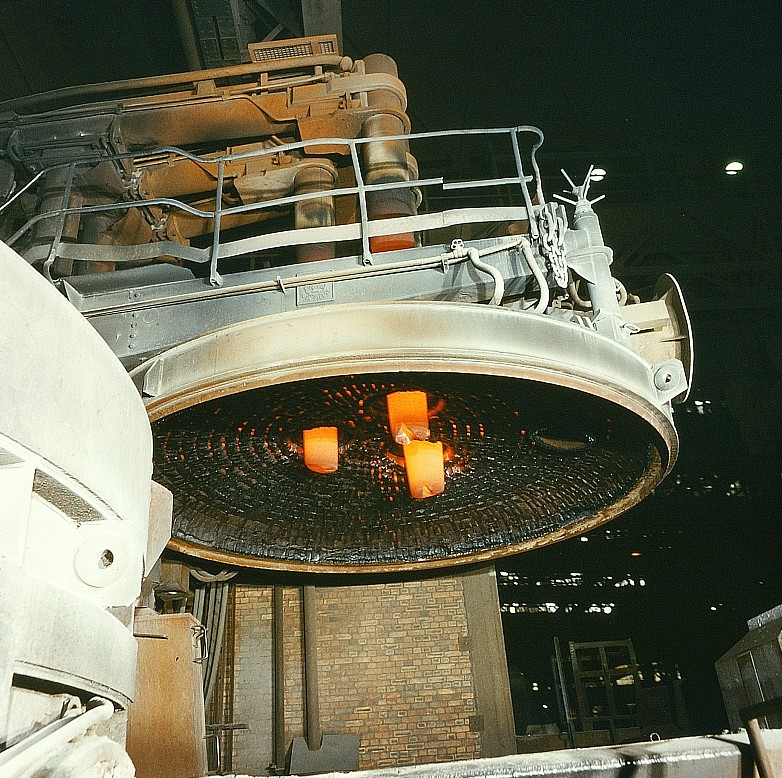
Noch glühende Elektroden im zur Seite geschwenkten Deckel
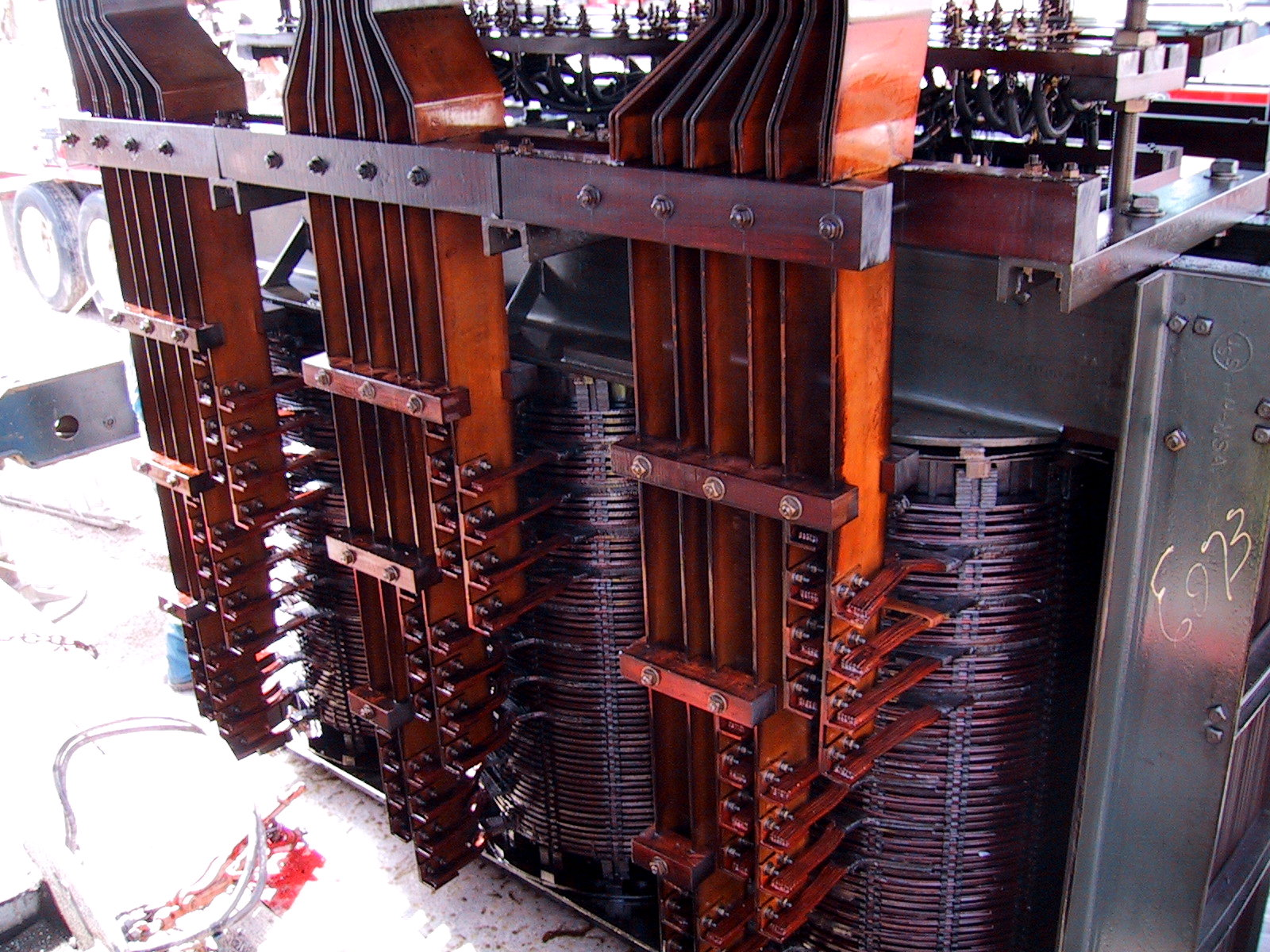
Unterspannungsseite des Aktivteils eines Lichtbogenofen-Transformators mit getrennt herausgeführten ("verschachtelten") Wicklungsanfängen und -enden
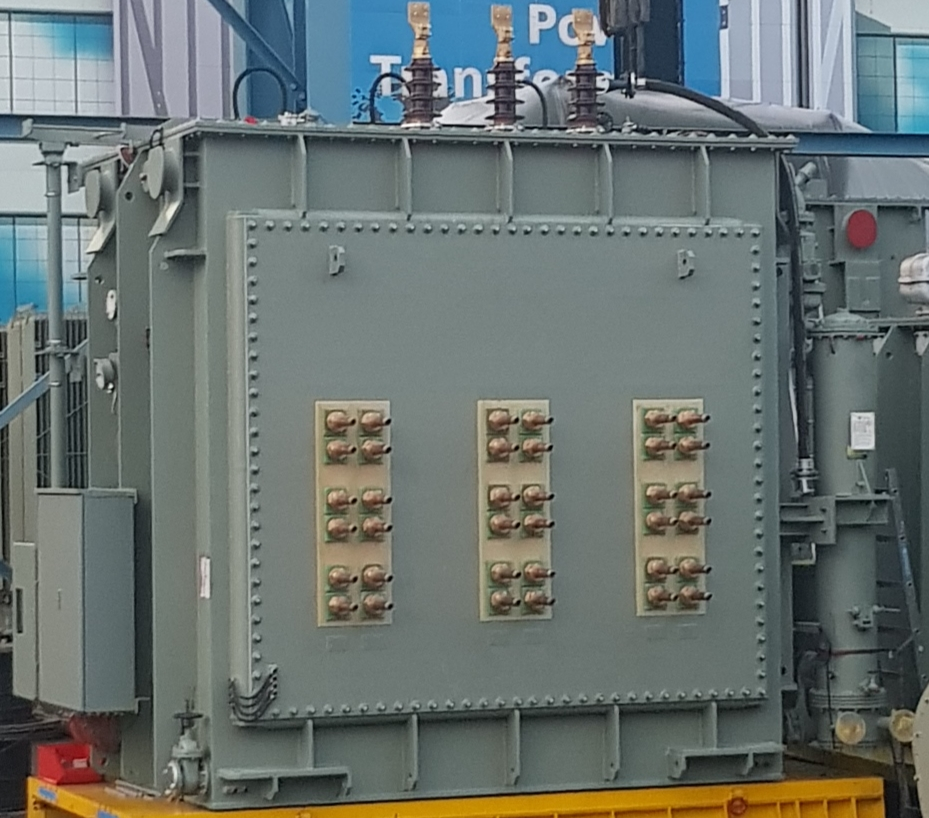
Lichtbogenofentransformator mit offener US-Ableitung für externe Dreieck-Verschaltung und koplanar angeordneten, wassergekühlten Rohrdurchführungen